# С-300
С-300 (за кодифікацією НАТО — SA-10 Grumble, SA-12 Giant/Gladiator, SA-20 Gargoyle) — сімейство радянських зенітно-ракетних комплексів середнього радіуса дії. Серійне виробництво системи під індексом С-300ПТ було розпочато в 1975 році. 1978 року були завершені випробування системи, а в 1979 році перший полк С-300 став на бойове чергування.
Залежно від конкретного типу установки і ракет-перехоплювачів, найбільша дальність може сягати 150, 200, 300 кілометрів.
Важливою рисою всіх комплексів сімейства С-300 є здатність працювати в різних поєднаннях всередині однієї модифікації в межах одного комплексу, між модифікаціями (обмежено), а також через різні мобільні вищі командні пункти вибудовувати в батареї з будь-якого складу, кількості, модифікацій, місця розташування, зокрема з впровадженням інших комплексів ППО в єдину для всіх батарею.

## Історія створення
У 1950-х роках було ухвалено рішення зробити систему протиповітряної оборони (ППО) Москви мобільною.
Під кінець 1960-х років досвід використання ЗРК у бойових діях у В'єтнамі і на Близькому Сході виявив необхідність створення мобільного комплексу з малим часом переводу із похідного і чергового положення в бойове (і навпаки). Це було викликано необхідністю відходу з вогневої позиції після стрільби до підльоту ударної-авіаційної групи. Так, наприклад, нормативний час згортання комплексу С-125 — 1 година 20 хвилин, був зменшений до 20—25 хвилин. Таке скорочення нормативу досягалося удосконаленнями конструкції ЗРК, тренуваннями, злагодженістю бойових розрахунків, але прискорене згортання приводило до втрат кабельного майна, на згортання якого часу не залишалось.
В СРСР на озброєнні Військ ППО в ці роки були такі комплекси зенітних керованих ракет: стаціонарний багатоканальний С-25 (тільки під Москвою), рухомі одноканалові по цілі С-75 (середньої дальності), С-125 (маловисотний малої дальності) і комплекс великої дальності С-200.
Конструкторські роботи над новою зенітною ракетною системою під назвою С-300 почалися 1969 року.
Було передбачено створення комплексів для військ ППО (С-300П; «ПВО страны»), сухопутних військ (С-300В; «Войсковая»), та кораблів ВМС (С-300Ф; «Флотская»)
Головним розробником системи було назначено ЦКБ «Алмаз» в кооперації з КБ «Факел». Однак всі вимоги для ЗРК сухопутних військ не змогли бути виконані при використанні уніфікованої ракети для всіх комплексів. В результаті  розробку сухопутного комплексу було передано НВО «Антей», а ЗКР до нього КБ заводу ім. Калініна. Головною організацією по морському комплексу призначили ВНДІ РЕ МСП (надалі перетворений на НВО «Альтаїр»).

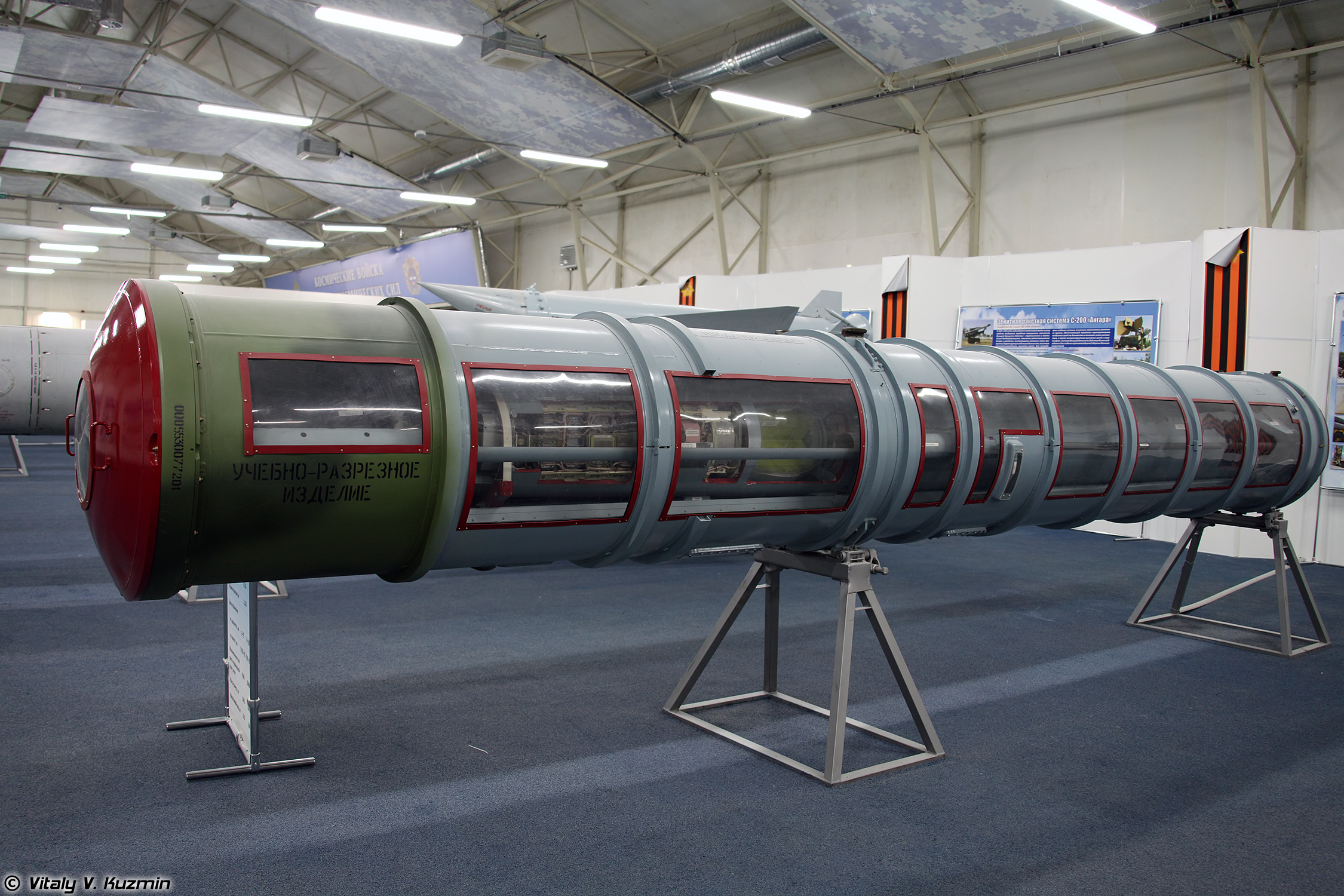
Транспортно-пусковий контейнер із ЗКР 5В55 комплексу С-300П — Парк «Патріот».

## Варіанти та модифікації
Комплекс С-300 має велику кількість модифікацій, що різняться ракетами, радарами, можливістю захисту від засобів РЕБ, великою дальністю дії. Також вони мають змогу протидіяти балістичним ракетам малого та середнього радіуса дії та цілям, що летять на малих висотах.
|            |            |            |            |            |            |        |        |          |          |          |          |          |          |         |         |           |           |           |           |           |           | Системи С-300 |  |          |          |          |          |          |          |          |          |          |          |          |          |          |          |  |  |          |          |          |          |          |          |  |  |         |         |                                    |                    |                    |                    |                    |                    |  |  |  |  |  |  |  |  |  |  |
|            |            |            |            |            |            |        |        |          |          |          |          |          |          |         |         |           |           |           |           |           |           |               |  |          |          |          |          |          |          |          |          |          |          |          |          |          |          |  |  |          |          |          |          |          |          |  |  |         |         |                                    |                    |                    |                    |                    |                    |  |  |  |  |  |  |  |  |  |  |
|            |            |            |            |            |            |        |        |          |          |          |          |          |          |         |         |           |           |           |           |           |           |               |  |          |          |          |          |          |          |          |          |          |          |          |          |          |          |  |  |          |          |          |          |          |          |  |  |         |         |                                    |                    |                    |                    |                    |                    |  |  |  |  |  |  |  |  |  |  |
|            |            |            |            |            |            | С-300П | С-300П | С-300П   | С-300П   | С-300П   | С-300П   |          |          |         |         |           |           |           |           |           |           |               |  |          |          |          |          | С-300В   | С-300В   | С-300В   | С-300В   | С-300В   | С-300В   |          |          |          |          |  |  | С-300Ф   | С-300Ф   | С-300Ф   | С-300Ф   | С-300Ф   | С-300Ф   |  |  |         |         |                                    |                    |                    |                    |                    |                    |  |  |  |  |  |  |  |  |  |  |
|            |            |            |            |            |            | С-300П | С-300П | С-300П   | С-300П   | С-300П   | С-300П   |          |          |         |         |           |           |           |           |           |           |               |  |          |          |          |          | С-300В   | С-300В   | С-300В   | С-300В   | С-300В   | С-300В   |          |          |          |          |  |  | С-300Ф   | С-300Ф   | С-300Ф   | С-300Ф   | С-300Ф   | С-300Ф   |  |  |         |         |                                    |                    |                    |                    |                    |                    |  |  |  |  |  |  |  |  |  |  |
|            |            |            |            |            |            |        |        |          |          |          |          |          |          |         |         |           |           |           |           |           |           |               |  |          |          |          |          |          |          |          |          |          |          |          |          |          |          |  |  |          |          |          |          |          |          |  |  |         |         |                                    |                    |                    |                    |                    |                    |  |  |  |  |  |  |  |  |  |  |
| С-300ПТ    | С-300ПТ    | С-300ПТ    | С-300ПТ    | С-300ПТ    | С-300ПТ    |        |        |          |          |          |          | С-300ПС  | С-300ПС  | С-300ПС | С-300ПС | С-300ПС   | С-300ПС   |           |           |           |           |               |  | С-300В1  | С-300В1  | С-300В1  | С-300В1  | С-300В1  | С-300В1  |          |          | С-300В2  | С-300В2  | С-300В2  | С-300В2  | С-300В2  | С-300В2  |  |  | «Форт»   | «Форт»   | «Форт»   | «Форт»   | «Форт»   | «Форт»   |  |  | «Риф»   | «Риф»   | «Риф»                              | «Риф»              | «Риф»              | «Риф»              |                    |                    |  |  |  |  |  |  |  |  |  |  |
| С-300ПТ    | С-300ПТ    | С-300ПТ    | С-300ПТ    | С-300ПТ    | С-300ПТ    |        |        |          |          |          |          | С-300ПС  | С-300ПС  | С-300ПС | С-300ПС | С-300ПС   | С-300ПС   |           |           |           |           |               |  | С-300В1  | С-300В1  | С-300В1  | С-300В1  | С-300В1  | С-300В1  |          |          | С-300В2  | С-300В2  | С-300В2  | С-300В2  | С-300В2  | С-300В2  |  |  | «Форт»   | «Форт»   | «Форт»   | «Форт»   | «Форт»   | «Форт»   |  |  | «Риф»   | «Риф»   | «Риф»                              | «Риф»              | «Риф»              | «Риф»              |                    |                    |  |  |  |  |  |  |  |  |  |  |
|            |            |            |            |            |            |        |        |          |          |          |          |          |          |         |         |           |           |           |           |           |           |               |  |          |          |          |          |          |          |          |          |          |          |          |          |          |          |  |  |          |          |          |          |          |          |  |  |         |         |                                    |                    |                    |                    |                    |                    |  |  |  |  |  |  |  |  |  |  |
|            |            |            |            |            |            |        |        |          |          |          |          |          |          |         |         |           |           |           |           |           |           |               |  |          |          |          |          |          |          |          |          |          |          |          |          |          |          |  |  |          |          |          |          |          |          |  |  |         |         |                                    |                    |                    |                    |                    |                    |  |  |  |  |  |  |  |  |  |  |
| С-300ПТ-1  | С-300ПТ-1  | С-300ПТ-1  | С-300ПТ-1  | С-300ПТ-1  | С-300ПТ-1  |        |        | С-300ПМ  | С-300ПМ  | С-300ПМ  | С-300ПМ  | С-300ПМ  | С-300ПМ  |         |         | С-300ПМУ  | С-300ПМУ  | С-300ПМУ  | С-300ПМУ  | С-300ПМУ  | С-300ПМУ  |               |  |          |          |          |          | С-300ВМ  | С-300ВМ  | С-300ВМ  | С-300ВМ  | С-300ВМ  | С-300ВМ  |          |          |          |          |  |  | «Форт-М» | «Форт-М» | «Форт-М» | «Форт-М» | «Форт-М» | «Форт-М» |  |  | «Риф-М» | «Риф-М» | «Риф-М»                            | «Риф-М»            | «Риф-М»            | «Риф-М»            |                    |                    |  |  |  |  |  |  |  |  |  |  |
| С-300ПТ-1  | С-300ПТ-1  | С-300ПТ-1  | С-300ПТ-1  | С-300ПТ-1  | С-300ПТ-1  |        |        | С-300ПМ  | С-300ПМ  | С-300ПМ  | С-300ПМ  | С-300ПМ  | С-300ПМ  |         |         | С-300ПМУ  | С-300ПМУ  | С-300ПМУ  | С-300ПМУ  | С-300ПМУ  | С-300ПМУ  |               |  |          |          |          |          | С-300ВМ  | С-300ВМ  | С-300ВМ  | С-300ВМ  | С-300ВМ  | С-300ВМ  |          |          |          |          |  |  | «Форт-М» | «Форт-М» | «Форт-М» | «Форт-М» | «Форт-М» | «Форт-М» |  |  | «Риф-М» | «Риф-М» | «Риф-М»                            | «Риф-М»            | «Риф-М»            | «Риф-М»            |                    |                    |  |  |  |  |  |  |  |  |  |  |
|            |            |            |            |            |            |        |        |          |          |          |          |          |          |         |         |           |           |           |           |           |           |               |  |          |          |          |          |          |          |          |          |          |          |          |          |          |          |  |  |          |          |          |          |          |          |  |  |         |         |                                    |                    |                    |                    |                    |                    |  |  |  |  |  |  |  |  |  |  |
|            |            |            |            |            |            |        |        |          |          |          |          |          |          |         |         |           |           |           |           |           |           |               |  |          |          |          |          |          |          |          |          |          |          |          |          |          |          |  |  |          |          |          |          |          |          |  |  |         |         |                                    |                    |                    |                    |                    |                    |  |  |  |  |  |  |  |  |  |  |
| С-300ПТ-1А | С-300ПТ-1А | С-300ПТ-1А | С-300ПТ-1А | С-300ПТ-1А | С-300ПТ-1А |        |        | С-300ПМ1 | С-300ПМ1 | С-300ПМ1 | С-300ПМ1 | С-300ПМ1 | С-300ПМ1 |         |         | С-300ПМУ1 | С-300ПМУ1 | С-300ПМУ1 | С-300ПМУ1 | С-300ПМУ1 | С-300ПМУ1 |               |  | С-300ВМ1 | С-300ВМ1 | С-300ВМ1 | С-300ВМ1 | С-300ВМ1 | С-300ВМ1 |          |          | С-300ВМ2 | С-300ВМ2 | С-300ВМ2 | С-300ВМ2 | С-300ВМ2 | С-300ВМ2 |  |  |          |          |          |          |          |          |  |  |         |         |                                    |                    |                    |                    |                    |                    |  |  |  |  |  |  |  |  |  |  |
| С-300ПТ-1А | С-300ПТ-1А | С-300ПТ-1А | С-300ПТ-1А | С-300ПТ-1А | С-300ПТ-1А |        |        | С-300ПМ1 | С-300ПМ1 | С-300ПМ1 | С-300ПМ1 | С-300ПМ1 | С-300ПМ1 |         |         | С-300ПМУ1 | С-300ПМУ1 | С-300ПМУ1 | С-300ПМУ1 | С-300ПМУ1 | С-300ПМУ1 |               |  | С-300ВМ1 | С-300ВМ1 | С-300ВМ1 | С-300ВМ1 | С-300ВМ1 | С-300ВМ1 |          |          | С-300ВМ2 | С-300ВМ2 | С-300ВМ2 | С-300ВМ2 | С-300ВМ2 | С-300ВМ2 |  |  |          |          |          |          |          |          |  |  |         |         |                                    |                    |                    |                    |                    |                    |  |  |  |  |  |  |  |  |  |  |
|            |            |            |            |            |            |        |        |          |          |          |          |          |          |         |         |           |           |           |           |           |           |               |  |          |          |          |          |          |          |          |          |          |          |          |          |          |          |  |  |          |          |          |          |          |          |  |  |         |         |                                    |                    |                    |                    |                    |                    |  |  |  |  |  |  |  |  |  |  |
|            |            |            |            |            |            |        |        | С-300ПМ2 | С-300ПМ2 | С-300ПМ2 | С-300ПМ2 | С-300ПМ2 | С-300ПМ2 |         |         | С-300ПМУ2 | С-300ПМУ2 | С-300ПМУ2 | С-300ПМУ2 | С-300ПМУ2 | С-300ПМУ2 |               |  |          |          |          |          |          |          |          |          |          |          |          |          |          |          |  |  |          |          |          |          |          |          |  |  |         |         |                                    |                    |                    |                    |                    |                    |  |  |  |  |  |  |  |  |  |  |
|            |            |            |            |            |            |        |        | С-300ПМ2 | С-300ПМ2 | С-300ПМ2 | С-300ПМ2 | С-300ПМ2 | С-300ПМ2 |         |         | С-300ПМУ2 | С-300ПМУ2 | С-300ПМУ2 | С-300ПМУ2 | С-300ПМУ2 | С-300ПМУ2 |               |  |          |          |          |          |          |          |          |          |          |          |          |          |          |          |  |  |          |          |          |          |          |          |  |  |         |         | На озброєнні країн колишнього СРСР |                    |                    |                    |                    |                    |  |  |  |  |  |  |  |  |  |  |
|            |            |            |            |            |            |        |        | С-400    | С-400    | С-400    | С-400    | С-400    | С-400    |         |         |           |           |           |           |           |           |               |  |          |          |          |          | С-300ВМД | С-300ВМД | С-300ВМД | С-300ВМД | С-300ВМД | С-300ВМД |          |          |          |          |  |  |          |          |          |          |          |          |  |  |         |         | Експортні варіанти                 | Експортні варіанти | Експортні варіанти | Експортні варіанти | Експортні варіанти | Експортні варіанти |  |  |  |  |  |  |  |  |  |  |

### С-300П
Загальний обсяг виробництва систем С-300П станом на 2012 рік становив 3 000 пускових установок і 28 000 ракет.
Для оборони великих промислових і адміністративних об'єктів, військових баз і пунктів управління від ударів засобів повітряно-космічного нападу супротивника. Здатна вражати балістичні і аеродинамічні цілі. Стала першою багатоканальною зенітною ракетною системою, здатною супроводжувати кожним комплексом (ЗРК) до 6 цілей і наводити по них до 12 ракет. При створенні засобів управління (ЗУ), що складаються з пункту бойового управління і радіолокатора виявлення, виконали завдання автоматичної зав'язки трас до ста цілей та ефективного управління дивізіонами, розташованими на відстані 30-40 км від ЗУ.
Вперше була створена система з повною автоматизацією бойової роботи. Всі завдання — виявлення, супроводу, ціле-розподілу, цілевказання, відпрацювання, захоплення цілі, супроводу і наведення ракет, оцінки результатів стрільби — система здатна автоматично розв'язувати за допомогою цифрових обчислювальних засобів. Функції оператора полягають у контролі над роботою засобів і здійсненні пуску ракет. У складних обставинах можливе ручне втручання в хід бойової роботи. Жодна з попередніх систем цих якостей не мала. Вертикальний старт ракет забезпечував обстріл цілей, що летять з будь-якого напряму без розвороту пускової установки у напрямку стрільби. Сучасні модифікації (з 1997 року представлено публічно) одним комплектом можуть уражати до 36 аеродинамічних або балістичних цілей наводячи на них до 72 ракет, або (окремі модифікації) в різних поєднаннях, у тому числі без сторонньої допомоги.

#### С-300ПТ
С-300ПТ (за класифікацією НАТО — SA-10A Grumble A) — це початкова версія комплексу С-300. Індекс «П» означає «ПВО-країни» (рос. противовоздушная оборона–страны), тобто протиповітряна оборона країни, а індекс «Т» означає «Транспортована» (рос. транспортируемая).
Станом на 1987 рік було розгорнуто понад 80 таких систем, переважно навколо Москви. Один підрозділ С-300ПТ складається з оглядового радара 36Д6 (за класифікацією НАТО — Tin Shield), системи керування вогнем 30Н6 (FLAP LID) і пускових установок 5П85-1. Установки 5П85-1 є напівпричепами. До складу підрозділу зазвичай також входить радар виявлення низьковисотних цілей 76Н6 (CLAM SHELL).
С-300ПТ має радар із пасивною фазованою решіткою та здатністю одночасно уражати кілька цілей за допомогою однієї системи керування вогнем. Оскільки перша версія була напівмобільною, для приведення її в бойову готовність потрібно було трохи більше однієї години. Була загроза того, що гарячий пуск ракети пошкодить транспортно-пускову установку (ТПУ).
Спочатку планувалося використання системи наведення за методом TVM (track-via-missile — супровід через ракету). Проте система TVM мала проблеми з відстеженням цілей на висотах нижче 500 метрів, що дозволяло літакам радіоелектронної боротьби ефективно використовувати рельєф місцевості для уникнення виявлення. Для покращення відстеження низьковисотних цілей була додана система командного наведення, яка керувала ракетою на початковому етапі польоту. Це дозволило знизити мінімальну висоту ураження до 25 метрів.
Удосконалення С-300П призвело до створення кількох підваріантів як для внутрішнього, так і для зовнішнього ринків. С-300ПТ-1 та С-300ПТ-1А є поетапними модернізаціями оригінальної системи С-300ПТ, з використанням нової ракети 5В55КД і методу холодного пуску. Час розгортання системи скоротився до 30 хвилин, а оптимізація траєкторії дозволила ракеті 5В55КД досягати дальності до 75 кілометрів.

### С-300В

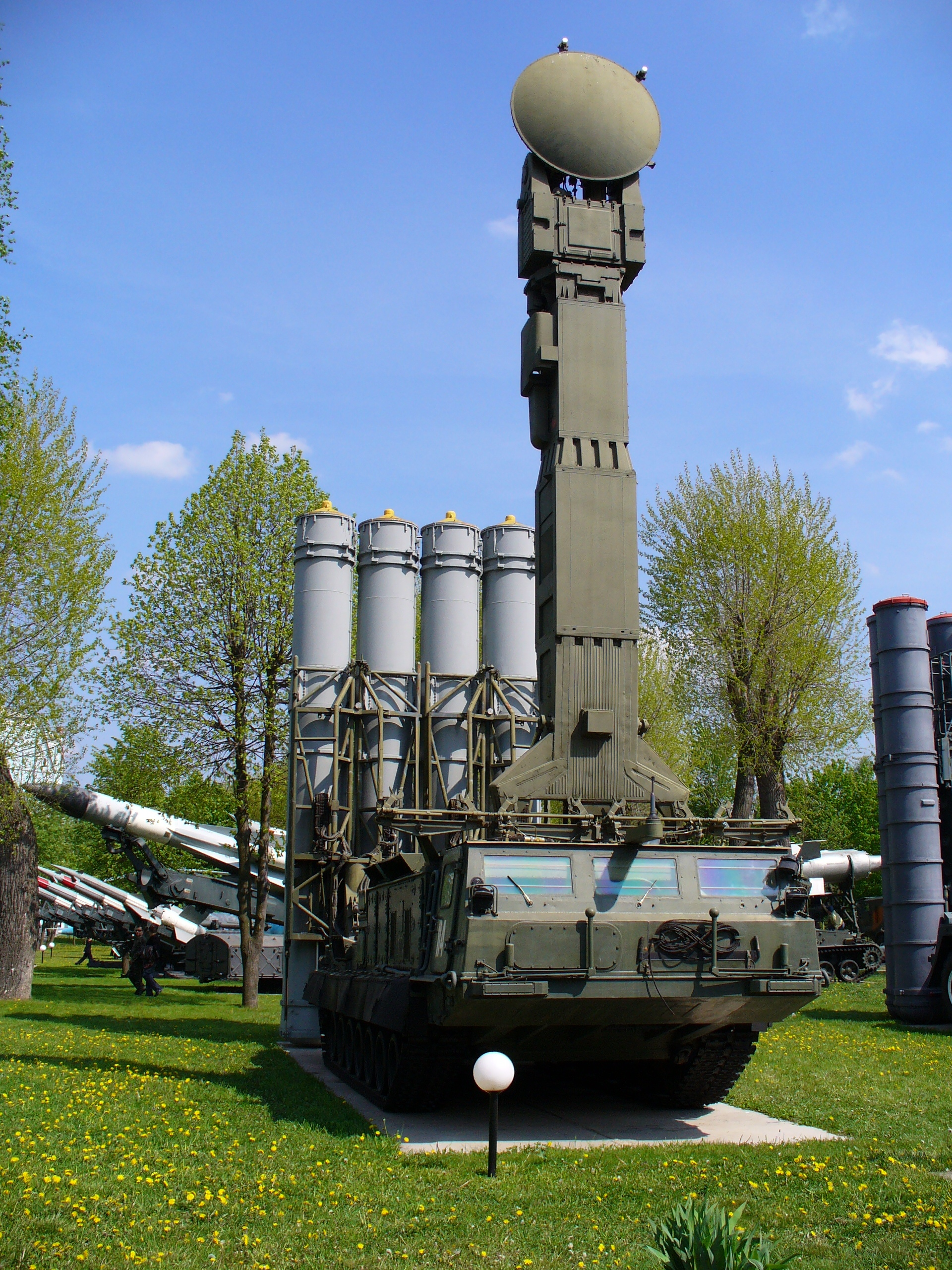
ЗРС С-300В1

Призначена для безпосереднього прикриття військ, що перебувають поблизу від супротивника, насамперед від балістичних ракет і літаків, а також різних інших цілей. ЗРС С-300В — перша мобільна універсальна система протиракетної і протилітакової оборони.
Важливою відмінністю С-300В від «паралельної» системи є:
1. наявність двох типів зенітних керованих ракет, з яких один тип 9М83 використовується для ураження аеродинамічних цілей на дальності до 75 км, а другий 9М82 може уражати балістичні цілі класу «земля — земля» — оперативно-тактичні ракети типу «Р-11» («'Scud»' з кодифікації НАТО), «Ланс», «Першинг-1А», а також літальні апарати всіх типів зі швидкостями до 3000 м/с на дальності до 100 км. Всі елементи системи змонтовані на гусеничних шасі сімейства «Об'єкт 830».
2. Кожен ЗРК (батарея) у складі ЗРС (дивізіону) може вести самостійну бойову роботу і при цьому кожна пускова установка забезпечена радаром підсвічування цілі і наведення ракет[12] — це ще один рівень РЛС, якого немає в С-300 сімейства П.

ЗРС «C-300B4» є подальшою модернізацією ЗРС С-300В і С-300ВМ. Вона належить до пріоритетних зразків озброєння ППО і забезпечує ураження одночасно балістичних ракет і аеродинамічних цілей на відстані понад 300 кілометрів. ЗРС С-300В4 має підвищені бойові можливості, досягнуті завдяки застосуванню нових комплектувальних виробів, впровадженню сучасної елементної бази і обчислювальних засобів, що дозволило поліпшити технічні та експлуатаційні характеристики ЗРС, в тому числі умови роботи бойових розрахунків.
У 2012 році в Росії завершена модернізація всіх комплексів С-300В до рівня С-300В4, також у 2013 році поставлені 3 нових дивізіони С-300В4 і укладено контракт на постачання до 2015 року ще нових дивізіонів.

### С-300Ф
«С-300Ф Форт» (Індекс ЦІАЛЬНІ ВМФ — «ЗМ-41») — ЗРК корабельного типу далекої дії, створена на базі ЗРС С-300П з новими ракетами 5В55РМ з дальністю, розширеної до 75 км, і максимальною швидкістю цілей до 1300 м/c, у той час як діапазон висот зменшено до 25 км, призначалася для сил ВМФ.
Прийнята на озброєння у 1983 році. Корабельна версія обладнана системою самонаведення з використанням напівактивного радара ракети. Перший дослідний зразок був встановлений в 1977 році і проходив випробування на протичовновому кораблі "Азов" проєкту 1134Б Беркут Б (англ. Kara class за класифікацією НАТО). До складу дослідного зразка ЗРС входили дві револьверних пускових установки на 48 ракет і система управління «Форт», які розмістили на місці знятого кормового ЗРК «Шторм». А також встановлювався на крейсери проєкту 1164 «Атлант» (Slava class за класифікацією НАТО, 8 пускових шахт) і 1144 «Орлан» (англ. Kirov class за класифікацією НАТО, 12 пускових шахт), пускова установка є поворотною і вміщує 8 ракет. Пуск ракети проводиться з контейнера під пусковим люком. Маршовий двигун запускається після виходу ракети, що забезпечує вибухобезпечність льоху. Після сходу ракети барабан повертається, виводячи на лінію старту чергову ракету. Експортна версія цієї системи знана як «Риф».
«С-300ФМ Форт-М» оновлена версія системи, що встановлюється тільки на крейсери проєкту 1144 «Орлан» (англ. Kirov class за класифікацією НАТО) і використовує ракети 48Н6, які були представлені у 1990 році. Максимальна швидкість цілей була збільшена до 1800 м/с. Вага боєголовки була збільшена до 150 кг. Радіус ураження був збільшений до 93 км (ракета 48Н6 має максимальну дальність ураження до 150 км, але система управління, що існувала у 1993 році, допускала дальність лише 93 км), а діапазон висоти до 25 км. Нові ракети використовують систему наведення через РЛС ракети і можуть перехоплювати балістичні ракети малого радіуса дії. Експортна версія називається «Риф-М». Цією системою озброєні китайські есмінці типу 051С.
Обидві корабельні системи можуть включати інфрачервону систему наведення для зменшення вразливості від перешкод.
На російському крейсері «Петро Великий», крім модернізованого кормового комплексу для використання ракет 48Н6, встановлено новий носовий комплекс С-300ФМ «Форт-М» з новим антенним постом. У процесі модернізації комплексу «Форт-М» на «Петрові Великому» ракети 48Н6 були замінені на сучасніші 48Н6Е2 з максимальною дальністю пуску 200 км і поліпшеними характеристиками ураження балістичних цілей (ракети уніфіковано з сухопутним комплексом С-300ПМУ2). Через конструктивні особливості нового варіанту боєкомплект ракет зменшили на 2 до 46. Таким чином, крейсер «Петро Великий» озброєний одним комплексом С-300Ф з 48 ракетами 48Н6 і одним комплексом С-300ФМ з 46 ракетами 48Н6Е2.
Робота С-300Ф забезпечується радіолокаційною станцією супроводу та підсвічування цілі 3Р41 «Волна».

## Порівняння з іншими системами
| Офіційне позначення системи                                      | Офіційне позначення системи                                      | С-300ПМУ      | С-300ПМУ1 | С-300ПМУ2                       | С-300ВМ                           | Patriot PAC-2                     | Patriot PAC-3        |
| Діапазон, км                                                     | аеродинамічні цілі                                               | 5—90          | 5—150     | 3—200                           | 200 (250)                         | 3—160                             | 15, до 20            |
| Діапазон, км                                                     | балістичні цілі                                                  | до 35         | до 40     | 5—40                            | 40                                | 20                                | 15—45 (20)           |
| Висота ураження, км                                              | аеродинамічні цілі                                               | 0,025—27      | 0,01—27   | 0,01—27                         | 0,025—30                          | 0,06—24                           | 15                   |
| Висота ураження, км                                              | балістичні цілі                                                  | (?)           | (?)       | 2—25                            | 1—30                              | 3—12                              | 15(?)                |
| Максимальна швидкість цілей, м/с                                 | Максимальна швидкість цілей, м/с                                 | 1150, до 1300 | до 2800   | до 2800                         | 4500 для балістичних цілей        | до 2200                           | до 1600              |
| Максимальна швидкість ракет системи, м/с                         | Максимальна швидкість ракет системи, м/с                         | до 2000       | (?)       | 1900                            | 2600/1700                         | 1700                              | (?)                  |
| Кількість зенітних ракет однієї системи, що наводяться одночасно | Кількість зенітних ракет однієї системи, що наводяться одночасно | 12            | 12        | до 72                           | 48 (?) / 96 (?)                   | 24                                | (?)                  |
| Число цілей, що одночасно обстрілюються однією системою          | Число цілей, що одночасно обстрілюються однією системою          | 6             | 6         | до 36                           | до 24                             | до 8                              | до 8                 |
| Маса ракети, кг                                                  | Маса ракети, кг                                                  | 1400—1600     | (?)       | 330—1900                        | (?)                               | 900                               | 312                  |
| Маса бойової частини, кг                                         | Маса бойової частини, кг                                         | 150           | (?)       | 180                             | (?)                               | 91                                | 74                   |
| Мінімальний час між запусками ракет, с                           | Мінімальний час між запусками ракет, с                           | 3—5           | 3—5       | 3 (0 якщо пуск з різних носіїв) | 1,5 (0 якщо пуск з різних носіїв) | 3—4 (1 якщо пуск з різних носіїв) | (?)                  |
| Час розгортання і час згортання системи, хв                      | Час розгортання і час згортання системи, хв                      | 5             | 5         | 5                               | 5                                 | 15/30 (?)                         | 15/30(?)             |
| Транспортні засоби                                               | Транспортні засоби                                               | Колісні       | Колісні   | Колісні                         | Гусеничні                         | Колісний напівпричіп              | Колісний напівпричіп |

### Засоби маскування та захисту

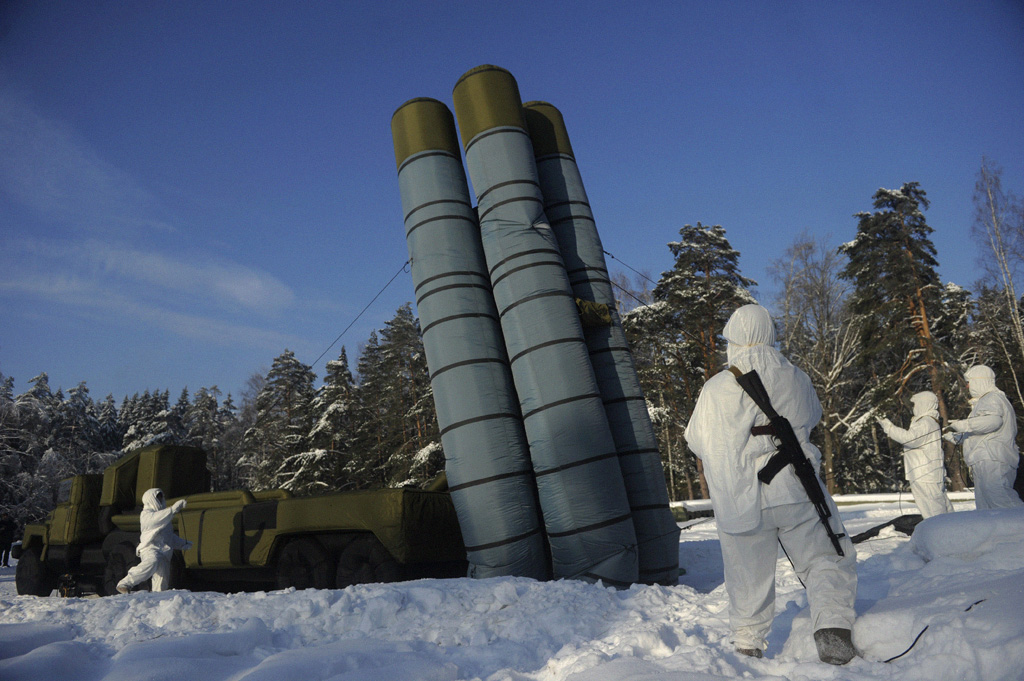
Розгортання надувного макета С-300 на навчаннях гвардійської інженерно-саперної бригади та інженерно-маскувального полку ЗС РФ (2011)

#### Маскування
Для маскування компонентів системи С-300 застосовуються демаскувальні повномасштабні надувні макети, обладнані додатковими пристроями імітації електромагнітного випромінювання в інфрачервоному і радіодіапазонах.
Також можуть застосовуватися маскувальні сітки і розміщення компонентів С-300 в окопах, що істотно ускладнює виявлення з великих дистанцій. Станції перешкод для РЛС супротивника, СПП-30, Пелена-1.

#### Захист
Додатковими елементами захисту є розміщення компонентів С-300 в окопах (практикується розміщення на височинах для кращого огляду і швидшого огляду за обрій, так і розміщення в окопах для схову і захисту від осколків).
Складовим елементом для протидії протирадіолокаційних ракет є для С-300 система Газетяр-Е, ймовірність перехоплення ракети ПРР типу AGM-88 HARM становить 0,85 для ракет з активним радіолокаційним наведенням, теплової або телекерованою системою наведення ймовірність перехоплення становить 0,85-0,99. При цьому під перехопленням розуміється неможливість об'єкта заподіяти шкоду в силу його попадання повз цілі.

## Бойове застосування
С-300 брала участь в реальних бойових діях. Експлуатаційними країнами часто проводяться навчальні стрільби С-300, на основі аналізу яких різними експертами вона визнається дуже боєздатною системою ППО.
Високі бойові можливості і мобільність зенітних ракетних систем С-300В неодноразово були підтверджені навчально-бойовими стрільбами і на спеціальних навчаннях. Так, на навчаннях «Оборона-92» система забезпечувала ураження літаків першою ж ракетою, а балістичні ракети знищувалися нею з витратою не більше двох ЗР.
У 1995 році на полігоні Капустин Яр при проведенні випробувань системи С-300 вперше в світі вдалося домогтися знищення оперативно-тактичної ракети типу «Р-17» в повітрі. Для порівняння, чотирма роками раніше, під час війни в Перській затоці комплекси «Петріот» не змогли показати високої ефективності, оскільки переважно уражали корпус ракет цього типу, не знищуючи БЧ ракети-цілі, а тільки відхиляючи її. Втім, враховуючи низьку власну точність ракет типу Р-17, критерій віднесення уражених ракет до «збитих» має суб'єктивний характер і реальна ефективність основного суперника С-300 навряд чи може бути достеменно оцінена. Пізніші модифікації ЗРК «Петріот», відрізняються більшою точністю наведення, досконалішим ПЗ і наявністю нового детонатора, що забезпечує детонацію бойової частини при достатньому наближенні до ракети противника, у 2003 році у війні з Іраком вже дали інші результати — всі 9 запущених Іраком «Скадів» були збиті.
У квітні 2005 року НАТО провели навчання у Франції та Німеччині під назвою «Trial Hammer 05», метою яких було відпрацювання способів придушення ППО противника. Країни учасники випробувань були задоволені тим, що словацькі повітряні сили надали С-300ПМУ, оскільки це дало НАТО унікальну можливість ознайомитися з системою.
Під час випробувань ЗРС С-300ПМУ2 в КНР стрільби проводилися по 4 типах цілей, при цьому: імітатори оперативно-тактичної ракети були збиті на відстані 34 і 30,7 км на висотах 17,7 км і 4,9 км відповідно, імітатор літака стратегічної авіації був уражений на дальності 184,6 км, малорозмірна мішень типу БПЛА знищена на дальності 4,6 км, малорозмірна балістична ціль також знищена. Загалом весь комплекс випробувань завершився успіхом, підтвердивши високі характеристики зенітно-ракетної системи С-300ПМУ2.
У листопаді 2010 року розрахунки С-300В вперше збили імітатори ОТР. У стрільбах взяли участь 2 дивізіони С-300В, мішенями слугували ракети-аналоги «Кабан». Роком раніше зенітні ракетні частини Північно-західного об'єднання ВПС і ППО брали участь у Повітряно-вогневої конференції ВПС на полігоні Ашулук. Щільність удару досягала шести цілей на хвилину, а всього, за дві хвилини бою, було знищено 14 ракет-мішеней — аналогів перспективних засобів повітряного нападу ймовірного супротивника.
Ізраїль стурбований можливістю постачання комплексів С-300 в Іран і Сирію, спрямував значні зусилля на створення систем радіоелектронної протидії конкретно цій ракетній системі.
Вивчивши у 1996 році, в ході спільних ізраїльсько-грецьких навчань, комплекс С-300ПМУ1, закуплений Кіпром, ізраїльські фахівці заявили, що визначили слабкі місця цього варіанта комплексу..
У вересні 2013 року Росія програла тендер на постачання комплексів С-300 в Туреччину. Спочатку заявлялося про участь у тендері комплексу С-400, проте згодом російська сторона відмовилася від продажу С-400 за кордон до насичення потреб власної армії. Разом з Росією, в тендері брали участь США, які пропонували зенітно-ракетний комплекс «Петріот», Китай, а також європейські виробники. Туреччина віддала перевагу дешевшому китайському аналогу С-300, який по суті є неліцензійною копією ракетного комплексу С-300. До того ж, під час проведення переговорів Китай погодився знизити вартість поставлення в Туреччину ракетних комплексів з 4 до 3 мільярдів доларів США.

### Російська інтервенція до Сирії
На початку жовтня 2016 року Fox News повідомила з посиланням на анонімні джерела в уряді США про перекидання Росією до Сирії комплексу «SA-23 Gladiator» (кодове ім'я НАТО комплексів С-300ВМ/Антей-2500; ймовірно йдеться про С-300В4). Це стало першим відомим розгортанням комплексу за межами Росії. Трохи згодом Міністерство оборони Росії визнало, що направило до Сирії батарею С-300 (без уточнення, про яку саме модифікацію йдеться) для прикриття військової бази в Тартусі, а також кораблів, що знаходяться у прибережній зоні від атак з повітря.
Перед тим, в 2015 році, Росія розгорнула комплекс С-400 на авіабазі Хмеймім.
17 вересня 2018 року ракетою сирійського комплексу С-200 був збитий російський літак Іл-20. Відповідальність за подію російське міністерство оборони поклало на Ізраїль, літаки якого невдовзі перед тим завдали бомбового удару по об'єктах в Латакії. Як відповідь на збиття, російське міністерство оборони пообіцяло поставити і передати сирійським військовим комплекси С-300. При цьому, може йтися про два полкових комплекти, які прикриватимуть об'єкти на Середземному узбережжі Сирії та контролювати кордон з Ізраїлем, Йорданією, Ліваном, та Іраком.
Крім того, для забезпечення централізованого управління всіма силами та засобами ППО Сирії, здійснення моніторингу повітряної обстановки та оперативного цілевказання командні пункти сирійських з'єднань та військових частин ППО будуть забезпечені автоматизованими системами управління. Завдяки цьому стане можливо об'єднати дані, що надходять з радіолокаційних станцій всіх комплексів ППО (типу «Панцирь», «Оса», «Бук-М2Э», «Квадрат» та С-125).
Згідно з поширеними в російських ЗМІ, але офіційно не підтвердженими даними, буде доправлено два полкових комплекти С-300ПМУ-2 «Фаворит» (кожен полковий комплект має в складі 2 дивізіони, у кожному 12 пускових установок з чотирма ракетами, радіолокаційна станція — всевисотний виявник 64Н6Е2). Крім того, російські військові вже начебто почали передавати комплекси РЕБ «Красуха-4» та Р-330Ж «Житель», а також новітнього комплексу РЕБ «Дивноморье».
В травні 2022 року на тлі погіршення стосунків між Ізраїлем та росією стався перший відомий пуск ракети з комплексу С-300 по ізраїльському F-16. До того ізраїльські військові мали можливість здійснювати авіаудари по об'єктах різних бойовиків та Іранських військових в Сирії без помітної протидії з боку російських ППО (або формально сирійських але насправді керованих російськими військовими ЗРК).
Всередині серпня 2022 року на супутникових знімках було помічено перекидання однієї батареї С-300 з околиць міста Масьяф (Масіаф) (35°10′20.819″ пн. ш. 36°15′12.914″ сх. д. / 35.17244972° пн. ш. 36.25358722° сх. д.) до росії. При чому, перевезення відбувалось формально цивільним судном — ролкер Sparta II зі складу флоту російської компанії «Оборонлогистика» із структури міноборони рф.

### Друга карабаська війна (2020)
У жовтні 2020 року Збройні сили Азербайджану поширили відео, зняте з БПЛА, на якому було записано моменти знищення елементів щонайменше одного дивізіону ЗРС С-300ПС збройних сил Вірменії — невизнаної Нагірно-Карабаської республіки.
На відео показане ураження, імовірно баражувальними боєприпасами IAI Harop азербайджанської сторони, нерозгорнутої пускової установки 5П85С вірменської ЗРС С-300ПС, а також двох радіолокаційних станцій виявлення типу СТ-68У/УМ (35Д6, 36Д6 або 19Ж6), — однієї увімкненої і однієї вимкненої. Одна з цих РЛС, мабуть, була додана дивізіону вірменської ЗРС С-300ПС.
Згідно з описом до відео, ураження елементів дивізіону вірменської С-300ПС (пускової установки 5П85С і однієї РЛС типу СТ-68У/УМ) відбулося в Губадли (на території «Нагірно-Карабаської Республіки» — НКР), однак точніша геолокація, зроблена, зокрема, телеграм-каналом MilitaryMaps, вказує на те, що фактично цей дивізіон був уражений в районі населеного пункту Кахнут на території власне Вірменії (біля самого кордону з НКР).
Трохи згодом Президент Азербайджану Ільхам Алієв заявив, що азербайджанські військові завдали ударів по елементах двох дивізіонів вірменських С-300, чим спричинили істотні ушкодження цих систем. Подальший аналіз поширених відео показав, що насправді було уражено елементи двох дивізіонів, при чому один перебував на території Вірменії, інший — «Нагірно-Карабаської Республіки».

### Російсько-українська війна
26 лютого 2022 Близько опівночі в районі проведення операції Об'єднаних сил зенітним ракетним комплексом С-300 Повітряних Сил ЗС України збито дві ворожі цілі — вертоліт та штурмовик Су-25 російських окупаційних військ.
.
На початку квітня 2022 року Командування Сил спеціальних операцій Збройних Сил України поширило фото знешкодженої машини зі складу ЗРК С-300. Судячи із зображення, це командний пункт 5Н63С з радіолокатором підсвічування цілей та наведення ракет (РПН) 30Н6, який входить до складу зенітно-ракетної системи С-300 різних модифікацій.
Обставини знищення російського радіолокатора залишаються невідомими. Лише відомо, що в березні 2022 року російські загарбники розгортали ЗРК С-300 на тимчасово окупованій ними Київщині.
У квітні 2022 року Словаччина безоплатно передала Україні наявний в неї дивізіон ЗРК С-300ПМУ.
В липні 2022 року голова Миколаївської ОВА Віталій Кім повідомив, що російські військові переобладнують ракети комплексу С-300 для стрільби по наземних цілях. А вже вранці 9 липня 2022 року загарбники випустили по Миколаєву шість таких перероблених ракет, минулось без жертв.
13 липня 2022 року про застосування росіянами ракет С-300 для ударів по наземних цілях повідомив Начальник Слідчого управління ГУНП в Харківській області Сергій Болвінов. Ракету вдалось перехопити та збити українським військовим: бойова частина не здетонувала, ракета розвалилась на частини. Слідчі знайшли носову та хвостову частини ракети як речовий доказ військових злочинів. Завдяки поширеним фото уламків вдалось встановити, що була збита ракета 5В55К.
Вночі 14 липня 2022 року 9 ракетами С-300 був обстріляний Миколаїв, а також населені пункти Донецької області.
За словами підполковника Сергія Нечитайла в зенітно-ракетних комплексах С-300 ПС (ПТ) передбачена можливість обстрілювати наземні цілі. Завдяки великій потужності бойової частини зенітної ракети вона також може бути використана для ураження незахищених цілей типу відкритих складів БК, особового складу та автотехніки на відкритій місцевості, або ж кораблів та катерів під час висадки морського десанту. Але дальність стрільби із комплексів С-300 ПС (ПТ) обмежена дальністю радіовидимості ракети та становить до 25–30 км.
24 липня 2022 року ОК «Південь» повідомило про знищення російської батареї ЗРК С-300 в районі Зеленотропинського (поблизу з ринком «Журавель»). Менш ніж за тиждень до того, 19 липня, українські військові ракетним ударом знищили російську РЛС 48Я6-К1 «Подлет» поблизу пансіонату «Чорноморець» на узбережжі Чорного моря під Лазурним. Дана РЛС здатна видавати цілевказівки як для комплексів С-400, так і С-300.

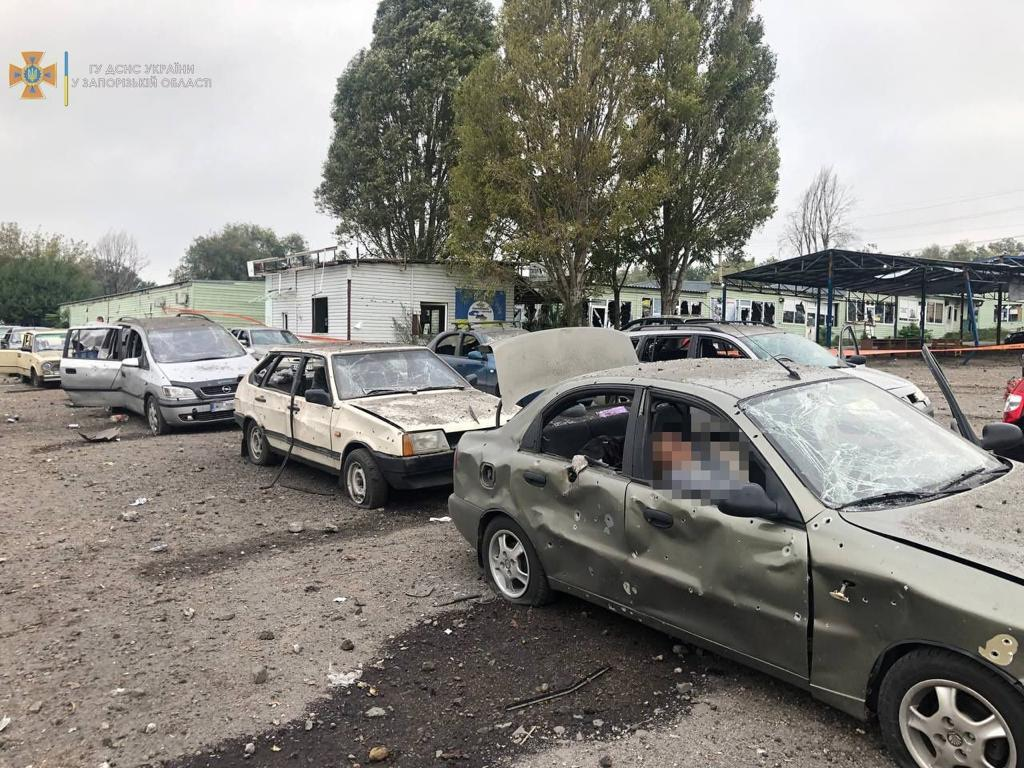
Наслідки ракетного удару по гуманітарній колоні в Запорізькій області, 30 вересня 2022 року

Влітку 2022 року росія перекинула кілька батарей (4 із 14) та ракети до ЗРК С-300 з-під Санкт-Петербургу до України.
Вранці 30 вересня 2022 року російські військові випустили 16 ракет з комплексів С-300 по Запоріжжю, частина з них влучила у гуманітарну колону, що чекала на перетин лінії фронту для проїзду на тимчасово окуповану територію та спричинила численні жертви серед цивільного населення.
Окрім Харкова (в тому числі — з території росії), Запоріжжя та Миколаєва із комплексів С-300 було обстріляно нещодавно звільнене селище Шевченкове, місто Снігурівка та сусіднє село Василівка, об'єкти в Чугуївському районі на Харківщині, Краматорськ та Слов'янськ, Гуляйполе, Селидове, Чаплине, Дергачі Костянтинівку, та об'єкту критичної інфраструктури в Чугуївському районі (обстріл вівся з території росії), Куп'янськ.
23 листопада 2022 року російські військові обстріляли ракетами С-300 пологове відділення лікарні у Вільнянську (Запорізька область) внаслідок чого загинуло немовля.
У Великодню ніч, 16 квітня 2023 року о 02.10 год, росіяни 12-ма ракетами С-300 підступно обстріляли Снігурівську міську територіальну громаду (Миколаївська область). Також, двома ракетами були пошкоджені об'єкти у селі Василівка (Снігурівська громада). Внаслідок ворожого обстрілу у селі Василівка загинуло двоє дітей — 17-річний хлопець та 18-річна дівчина. За процесуального керівництва Миколаївської обласної прокуратури розпочато досудове розслідування у кримінальному провадженні за фактом порушення законів та звичаїв війни, поєднане з умисним вбивством  (ч.2 ст. 438 КК України)[джерело?].
Під час чергового масованого ракетного удару по об'єктах критичної інфраструктури України 10 лютого 2023 року російські військові застосували рекордну, на той час, кількість ракет від С-300 — до 35 одиниць.

### Вірмено-азербайджанський прикордонний конфлікт
12 вересня 2022 року відбулось загострення вірмено-азербайджанського прикордонного конфлікту під час якого, за твердженнями азербайджанської сторони, було знищено дві вірменські батареї С-300ПС. На поширених фото та відео видно знищення двох РЛС підсвітки та наведення 5Н63С (одну з них знищено з БПЛА Bayraktar TB2, одну баражуючим боєприпасом).

## Оператори
Поточні
- Азербайджан — деяка кількість С-300ПМУ2 на озброєнні, станом на 2025 рік.[82]
- Алжир — 32+ ПУ (4 дивізіони) С-300ПМУ2 на озброєнні, станом на 2025 рік.[83]
- Білорусь — 1 бригада С-300ПТ та 4 полки С-300ПС на озброєнні, станом на 2025 рік.[84]
- Болгарія — 8 ПУ (2 дивізіони) С-300ПМУ на озброєнні, станом на 2025 рік.[85]
- Венесуела: 12 ПУ (2 дивізіони) С-300ВМ на озброєнні, станом на 2025 рік.[86] Було замовлено 2 дивізіони С-300ВМ «Антей-2500», доставлені у травні 2012 року.[87][88]
- В'єтнам — 12 ПУ С-300ПМУ1 (2 дивізіони) на озброєнні, станом на 2025 рік.[89]
- Вірменія — деяка кількість С-300ПТ і С-300ПС на озброєнні, станом на 2025 рік.[90]
- Греція — 12 ПУ (2 дивізіони) С-300ПМУ1 на озброєнні, станом на 2025 рік.[91]
- Іран — 36 ПУ (4 дивізіони) С-300ПМУ2 на озброєнні, станом на 2025 рік.[92] Контракт на постачання С-300 підписаний в 2007 році, перші комплекси стали надходити в 2016 році[93][94]. Наприкінці серпня 2017 року державні мас-медіа поширили інтерв'ю одного з командувачів військово-повітряних сил країни в якому він заявив, що ЗРС С-300 «повністю інтегрована» в систему протиповітряної оборони та готова до «практичного застосування»[95].
- Казахстан — 40+ ПУ С-300ПС (10 дивізіонів) на озброєнні, станом на 2025 рік.[96]
- КНР — 32 ПУ (4 дивізіони) С-300ПМУ, 64 ПУ (8 дивізіонів) С-300ПМУ1, 120 ПУ (15 дивізіонів) С-300ПМУ2 на озброєнні, станом на 2025 рік.[97] КНР придбала С-300ПМУ1 та ліцензію на виробництво під позначенням Hongqi-10 (HQ-10). HQ-15 — збільшена дальністю до 200 км.[98]
- Росія — 200 ПУ (25 дивізіонів) С-300ПС, 206 ПУ (26 дивізіонів) С-300ПМ1/С-300ПМ2 на озброєнні, станом на 2025 рік.[99]
- Україна — близько 170 ПУ С-300ПС/ПТ і 8 ПУ С-300ПМУ на озброєнні, станом на 2025 рік.[100]

Колишні
- СРСР
- Словаччина — перебувала одна батарея (дивізіон, 12 ПУ) С-300ПМУ та 48 ракет 5В55Р, успадкованих від Чехословаччини. Три ракети були випущені під час навчань у Болгарії у 2015 році.[101] Батарею було передано Україні в квітні 2022 року у відповідь на російське вторгнення в Україну 2022 року.[102]

Статус невідомий
- Сирія — за неофіційними даними три дивізіони С-300ПМ у складі 8 пускових установок кожен. До кожного дивізіону було передано понад 100 керованих зенітних ракет. Отримано від Росії в жовтні 2018 року на безоплатній основі.[103]
- Північна Корея — ЗРК Pongae-5 (KN-06), за деякими припущеннями, є копією С-300. Систему було продемонстровано на параді 2012 року в Пхеньяні та випробувано в лютому 2013 року.[104]

### Іран
Після 8-річних переговорів, в грудні 2007 року був підписаний контракт вартістю $800 млн на постачання комплексів С-300 до Ірану. Однак, після ухвалення РБ ООН резолюції 1929 в червні 2010, була заборонена передача більшості видів озброєнь до Ірану, окрім ЗРК — Росія через три місяці оголосила, що не виконуватиме укладений контракт та повернула $166,8 млн передоплати. Проте, Іран подав до міжнародного арбітражу в Женеві заяву на відшкодування $4 млрд збитків. З огляду на відтермінування контракту Іран розпочав роботу над власним аналогом С-300 — ЗРК Бавар-373 (перс. باور-۳۷۳).
Під тиском з боку Сполучених Штатів та Ізраїлю Кремль погодився поширити дію резолюції 1929 на комплекси С-300 з метою вчинення тиску на Іран аби примусити його згорнути ядерну програму. Ймовірно, Кремль пішов на такі поступки з огляду на попередні кроки Ізраїлю — згортання військового співробітництва з Грузією на вимогу Кремля (серпень 2008), продаж потужних безпілотних літальних апаратів Росії (квітень 2009), а також укладання угоди про військову співпрацю з Росією (вересень 2010); та кроки Президента Обами — згортання програми ПРО НАТО в Польщі та Чехії (вересень 2009). Після досягнення міжнародної угоди стосовно ядерної програми в квітні 2015 року Володимир Путін видав наказ яким скасував попередню заборону на постачання С-300 до Ірану
В грудні 2015 року російське агентство ТАСС з посиланням на анонімне джерело повідомило, що постачання двох полків С-300ПМУ-2 Ірану почнуться в січні 2016 року. Однак постачання були знову відкладені. 5 квітня 2016 Рейтер з посиланням на Інтерфакс повідомило, що поставки мають розпочатись «на днях». Після появи в соціальних мережах короткого відео, на якому було зафіксовано перевезення компонентів комплексу С-300 в Бандар-Анзалі, 11 квітня 2016 року речник Міністерства закордонних справ Ірану повідомив, що «перша фаза контракту завершена», тобто вже розпочалось постачання систем С-300 до Ірану. Заява іранського чиновника була підтверджена представниками з боку Російської Федерації.
17 квітня 2016 року на параді з нагоди дня Збройних сил Ірану були показані складові комплексу С-300ПМУ1/2 які, тим не менш, не можуть служити доказом наявності всього працездатного комплексу.
На параді був ясно показаний радар 64Н6. Хоча радар зазвичай тягне тягач МАЗ-7410, на параді вони були розділені, що створило враження трьох окремих систем на платформі цивільних тягачів. Також показали радар 48Н6 а також, ймовірно, модернізовану систему ФЛ-95, що служить для об'єднання різних складових комплексу С-300 в єдину систему.
На параді були відсутні радар наведення на ціль 30Н6, зенітні ракети та пускові установки комплексу С-300ПМУ1/2.
Проте, на параді були показані дві системи пасивної радіорозвідки Автобаза-М, які можуть бути складовими системи протиповітряної оборони.
19 липня 2016 року іранська агенція новин «Таснім» повідомила про отримання Іраном від Росії першої партії ракет для комплексу С-300ПМУ2.
В попередні роки на військових парадах в Ірані були помічені радари Небо-СВУ та 39Н6 «Каста-2Е2» російського виробництва.
Наприкінці серпня 2016 року державне телебачення Ірану показало репортаж про розгортання комплексів С-300ПМУ2 в центральному Ірані для прикриття ядерного комплексу розташованому в місті Фордо. Наприкінці серпня 2017 року державні мас-медіа поширили інтерв'ю одного з командувачів військово-повітряних сил країни в якому він заявив, що ЗРС С-300 «повністю інтегрована» в систему протиповітряної оборони та готова до «практичного застосування».

### Сирія
На початку жовтня 2016 року Fox News повідомила з посиланням на анонімні джерела в уряді США про перекидання Росією до Сирії комплексу «SA-23 Gladiator» (кодове ім'я НАТО комплексів С-300ВМ/Антей-2500; ймовірно йдеться про С-300В4). Це стало першим відомим розгортанням комплексу за межами Росії. Трохи згодом Міністерство оборони Росії визнало, що направило до Сирії батарею С-300 (без уточнення, про яку саме модифікацію йдеться) для прикриття військової бази в Тартусі а також кораблів, що знаходяться у прибережній зоні від атак з повітря.
2 жовтня 2018 року Міністр оборони Росії Сергій Шойгу доповів російському президенту Володимиру Путіну про передачу Сирії зенітно-ракетних комплексів С-300. За словами Шойгу, в рамках поставки системи С-300 Росія передала Сирії 49 одиниць техніки (із них 4 — пускові установки комплексу С-300). На навчання сирійських військових використання цих комплексів піде близько трьох місяців. Персонал вже відібраний і процес навчання почався. Робота по формуванню єдиної системи ППО в Сирії має бути завершена до 20 жовтня. Вона об'єднає російські системи ППО в Сирії в єдину мережу з сирійськими.
Пізніше в ефірі російських телеканалів були показані кадри вивантаження з російського військово-транспортного літака Ан-124-100 «Руслан», який прибув до Сирії, в Сирії частин системи С-300. Російські військові приступили до монтажу комплексу, вивантаження якого проводилася в нічний час, випливає з цих повідомлень.
На основі аналізу відкритих даних активісти групи InformNapalm дійшли висновку, що техніка була перекинута літаками Ан-124 зі складу 566-го військово-транспортного авіаполку (ВТАП) (в/ч 41495) 12-ї дивізії ВТА 61-ї повітряної армії Росії. Літаки Ан-124 з бортовими номерами RF-82035, RF-82010 і RF-82032 тримали курс з пункту постійної дислокації 566 ВТАП військового аеродрому в Брянській області «Сеща» — через базу «Оленья» (аеродром авіації Військово-морського флоту на Кольському півострові за 92 км на південь від Мурманська) — аеродром «Моздок» — в аеропорт Латакія (авіабаза «Хмеймім»). На думку активістів літаки зробили такий гак у Мурманську область оскільки у Оленегорську, за 5 км від авіабази «Оленья» базується 583-й зенітно-ракетний полк (в/ч 36226), у якого стоять на озброєнні ЗРК С-300 двох типів. Тому найімовірніше до Сирії була перекинута техніка разом з військовослужбовцями цієї військової частини.
Крім того, аналізуючи дані з відкритих джерел і заяви міністра оборони РФ Сергія Шойгу, активісти спільноти InformNapalm припустили, що Росія найближчим часом спробує розгорнути на території Сирії повноцінну систему командування КП ВПС і ППО «Панорама-ЦМ», за винятком деяких елементів з ланцюжка взаємодії.
Проте, іще в квітні 2018 року міністр оборони Ізраїлю Авігдор Ліберман заявив, що Ізраїль завдасть удару по розгорнутих в Сирії комплексах С-300 якщо ті стрілятимуть по ізраїльських літаках. За повідомленнями ЗМІ ізраїльські військові іще з 2000-го року вивчали можливості російських комплексів ППО, в тому числі — С-300, на спільних навчаннях з Грецією та Болгарією.

### Україна
У квітні 2022 року Словаччина в рамках МТД для відбиття російської агресії безоплатно передала Україні наявний в неї дивізіон ЗРК С-300ПМУ. Наприкінці вересня 2023 року Болгарія вирішила передати ракети до С-300, які Україна може полагодити, на відміну від Болгарії.

## Галерея

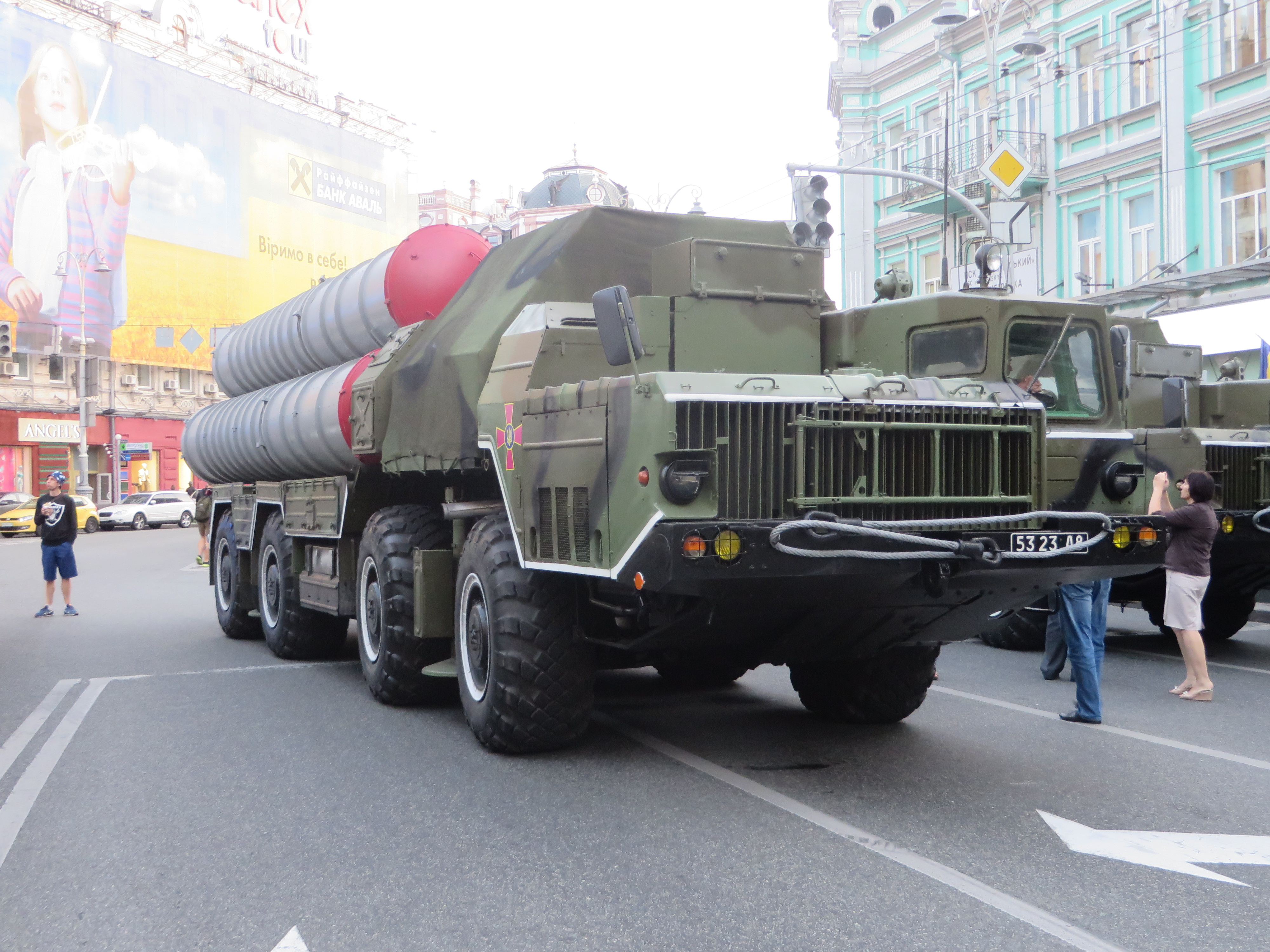
С-300П перед парадом на День незалежності в 2014
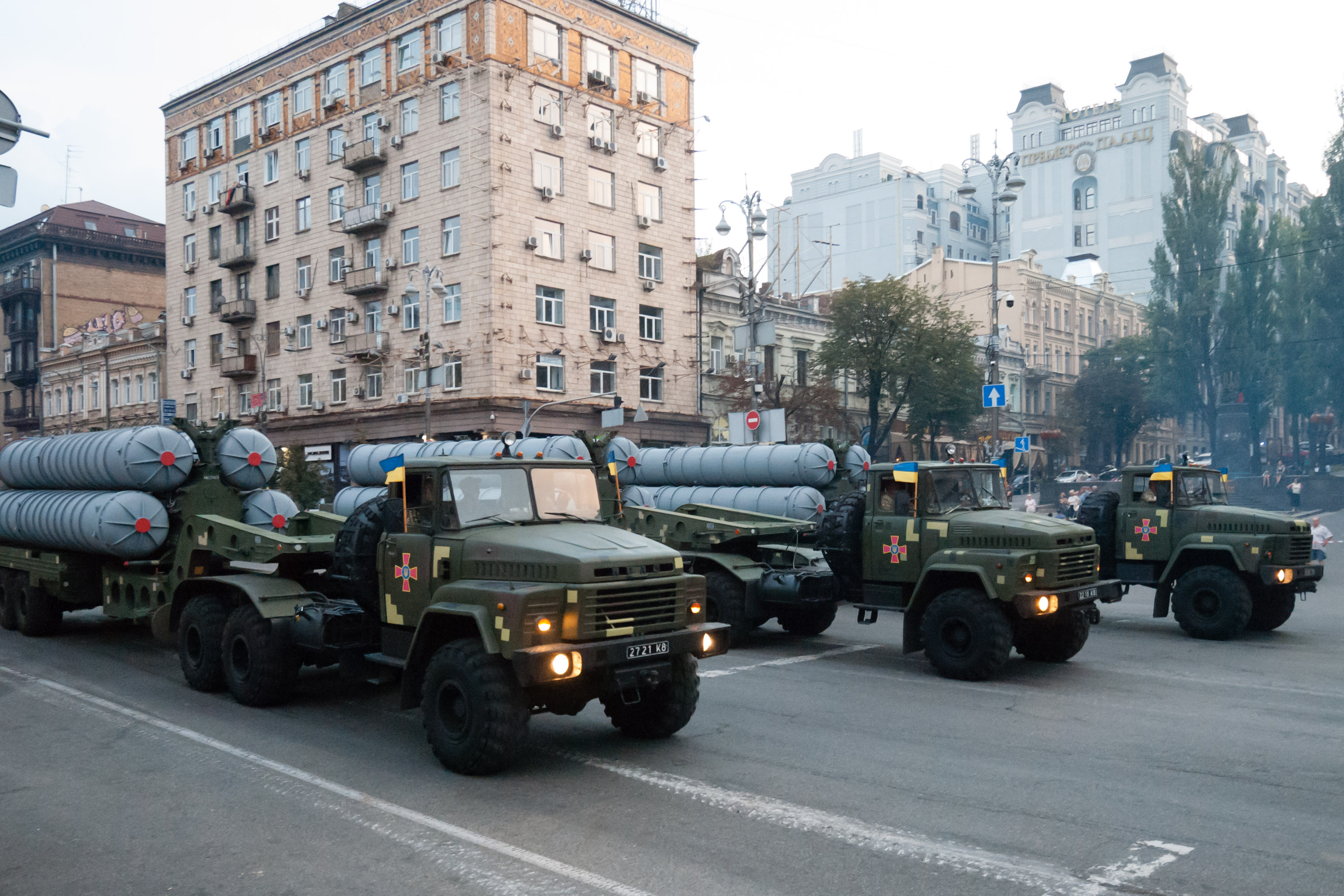
С-300ПТ на параді в 2018
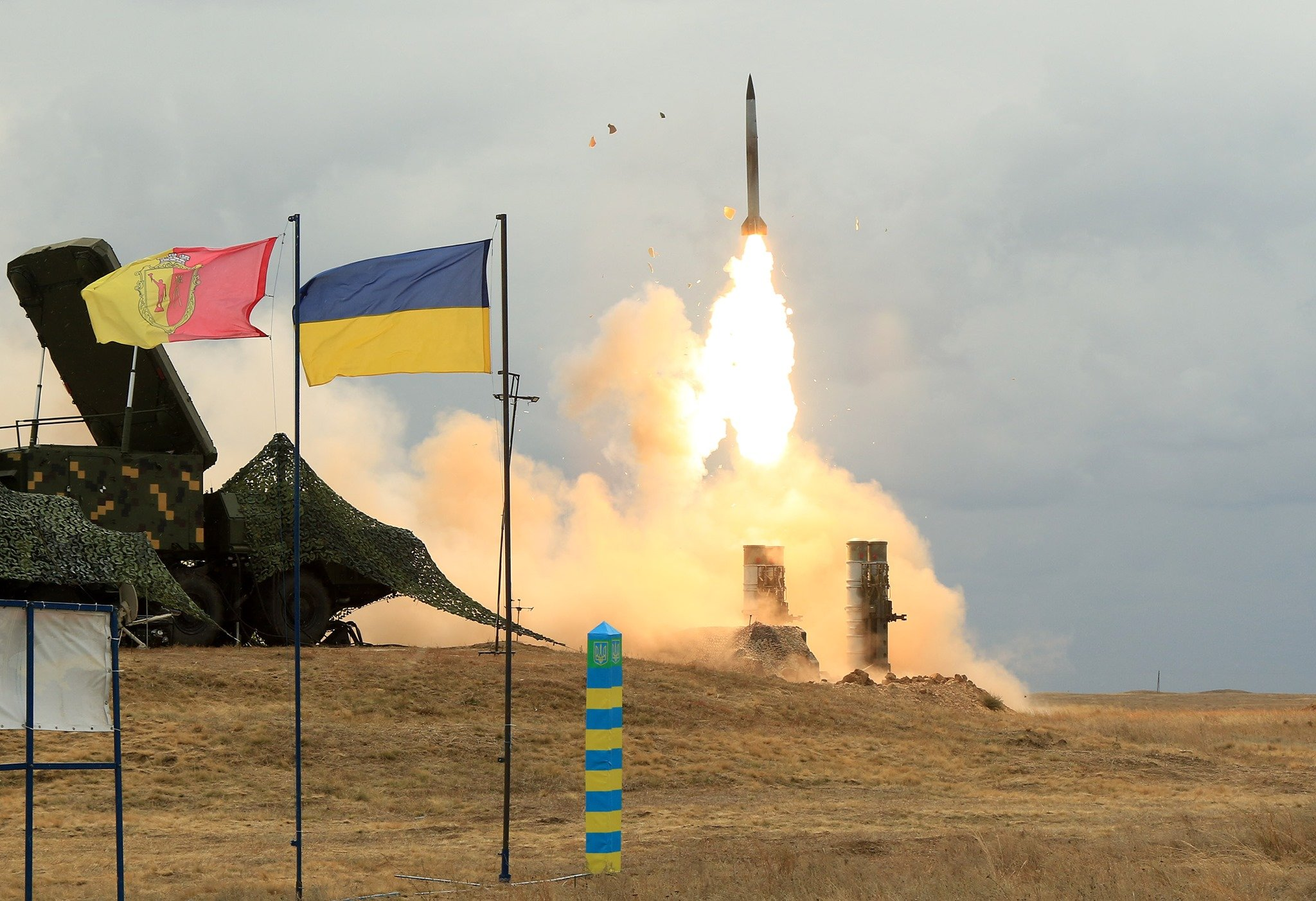
На тренуваннях, 2021 рік
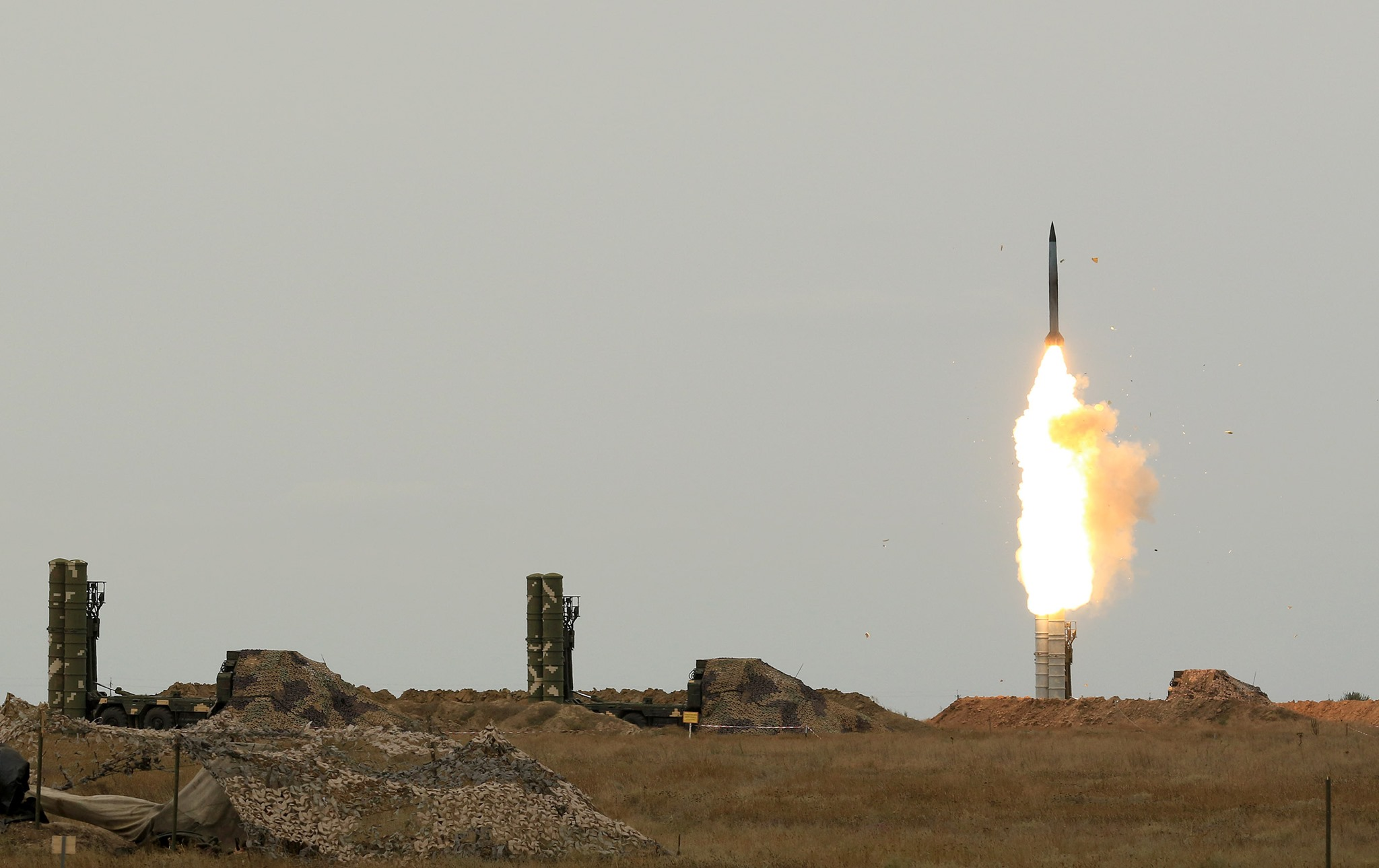
На тренуваннях, 2021 рік
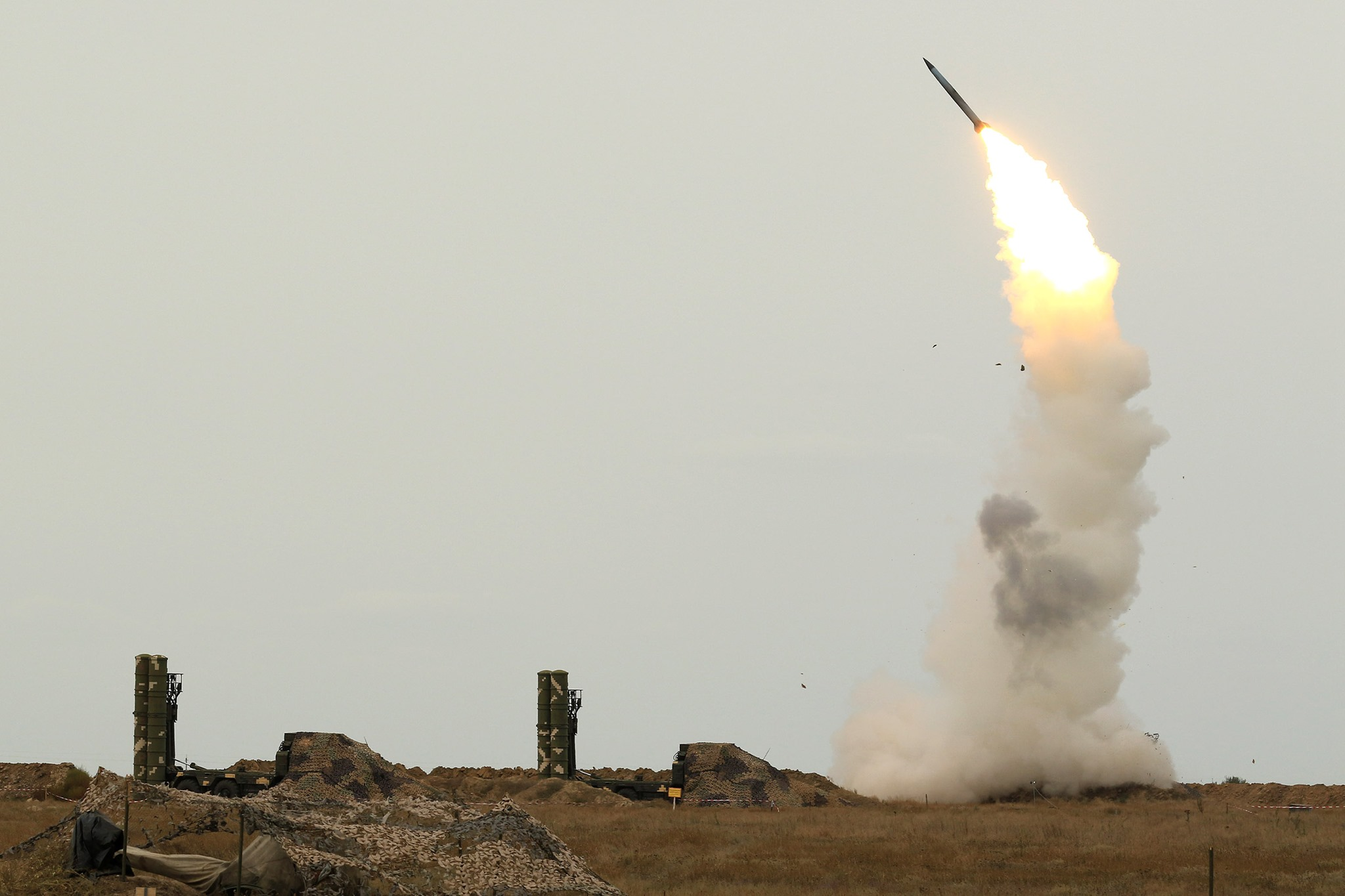
На тренуваннях, 2021 рік